# کیلیان شتر
کیلیان شتر (انگلیسی: Killian Camélé؛ زادهٔ ۱۶ مارس ۲۰۰۳) بازیکن فوتبال است.
وی همچنین در تیم ملی فوتبال France U16 بازی کرده‌است.